# Thaumapsylla longiforceps
Thaumapsylla longiforceps är en loppart som beskrevs av Hamilton Paul Traub 1951. Thaumapsylla longiforceps ingår i släktet Thaumapsylla och familjen fladdermusloppor. Inga underarter finns listade i Catalogue of Life.